# Орлов, Александр Александрович (Герой Украины)
Александр Александрович Орлов (укр. Олександр Олександрович Орлов, позывной — Орёл; 8 сентября 1986, Донецк — 7 марта 2022, Харьков) — украинский военнослужащий, подполковник, участник российско-украинской войны. Герой Украины (2023, посмертно).

## Биография
Александр Орлов родился 8 сентября 1986 года в Донецке. После окончания горного техникума работал шахтёром на шахте «Трудовская». Весной 2007 года был призван на срочную службу во внутренние войска МВД Украины, где служил в воинской части 3037. С ноября 2007 по июнь 2008 года проходил службу по контракту на должностях рядового и сержантского состава.
В 2013 году окончил Академию Национальной гвардии Украины в Харькове. С 2014 года, во время Революции достоинства, остался верен присяге Украине и продолжил службу в рядах Национальной гвардии.
С началом полномасштабного вторжения России в Украину в 2022 году подполковник Орлов возглавил группу снайперов специального назначения «Омега». Его подразделение играло ключевую роль в обороне Харькова, выполняя задачи по уничтожению вражеских снайперов, разведке и сбору информации.
Погиб 7 марта 2022 года во время боя на блокпосту «Роза Ветров» на восточной окраине Харькова. Похоронен в Лозовой.

## Награды
- Звание «Герой Украины» с удостоением ордена «Золотая Звезда» (6 декабря 2023, посмертно) — за личное мужество и героизм, проявленные в защите государственного суверенитета и территориальной целостности Украины, верность военной присяге[1].
- Медаль «За военную службу Украине» (12 октября 2017) — за личное мужество и отвагу, проявленные в защите государственных интересов, укрепление обороноспособности и безопасности Украины.
- Орден «За мужество» II степени (17 марта 2022, посмертно) — за личное мужество и самоотверженные действия, проявленные в защите государственного суверенитета и территориальной целостности Украины.
- Орден «За мужество» III степени (23 августа 2018) — за личное мужество и самоотверженные действия, проявленные в защите государственного суверенитета и территориальной целостности Украины, верность военной присяге.